# Ma mère, le crabe et moi
Pour plus de détails, voir Fiche technique et Distribution.
Ma mère, le crabe et moi est un téléfilm français réalisé par Yann Samuell et diffusé le 13 février 2019 sur France 2.
Il s'agit de l'adaptation du roman jeunesse éponyme écrit par Anne Percin, publié en 2015.

## Synopsis
Tania, 14 ans, apprend que sa mère, Cathy est atteinte d'un cancer du sein.

## Fiche technique
- Réalisateur : Yann Samuell
- Scénario : Elise Benroubi et Victoria Musiedlak d'après le roman d'Anne Percin
- Photographie : Lubomir Backchef
- Montage : Mike Fromentin
- Son : Yves-Marie Omnes
- Musique : Cyrille Aufort
- Producteur : Martine L'Heureux
- Sociétés de production : LM les Films et France télévisions
- Genre : Drame
- Durée : 90 minutes
- Date de première diffusion : 13 février 2019 sur France 2

## Distribution
- Emilie Dequenne : Cathy, animatrice de groupe de parole
- Lorette Nyssen : Tania, fille de Cathy, collégienne
- Jérôme Robart : Franck Parfenon, professeur d'EPS de Tania
- Miveck Packa : Marlène, camarade de classe et amie de Tania
- Melchïor Lebeaut : Zlatan, camarade de classe et amoureux de Tania
- Jean-Michel Fête : Éric, ex-mari de Cathy, père de Tania
- Carole Franck : Corinne, collègue et amie de Cathy
- Clara Ponsot : Jenny
- Anne Benoît : Nadège
- Alka Balbir : Chiara, épouse d'Éric, enceinte
- Pierre Diot : le principal du collège où est scolarisée Tania
- Catherine Davenier : dame hôpital

## Production

### Tournage

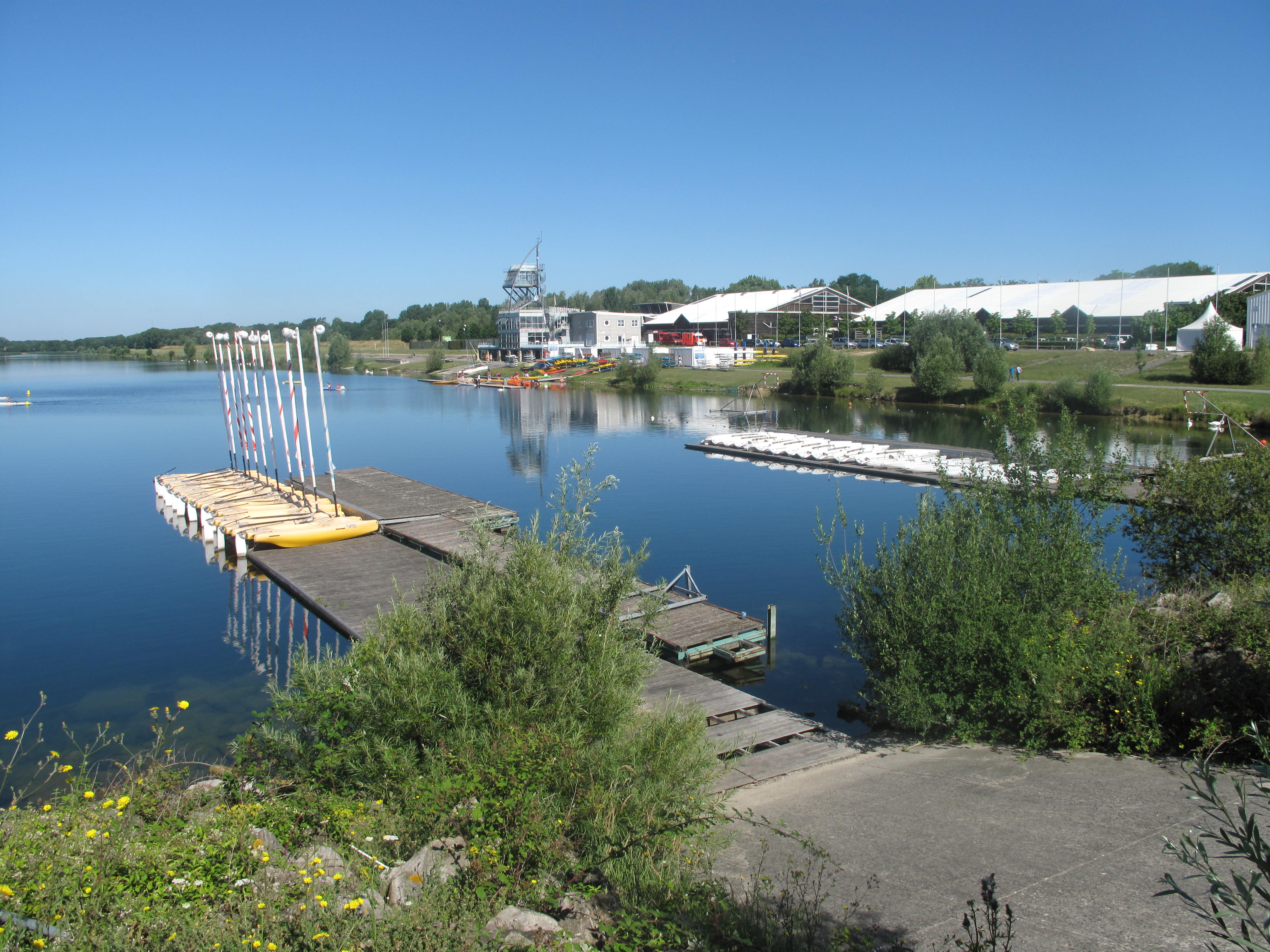
Lac de Vaires.

Le tournage a lieu en novembre et décembre 2017 notamment à l'hôpital privé de Marne la Vallée et au lac de Vaires-sur-Marne.

## Sélections
- Festival de la fiction TV de La Rochelle 2018
- Festival du film de télévision de Luchon 2019